# Ankaran
Ankaran (Italiaans: Ancarano; Venetiaans: Ancaran) is een plaats in Slovenië in de NUTS-3-regio Obalnokraška. De plaats telde 3.224 inwoners op 1 januari 2020.
Tot 2011 maakte de plaats deel uit van de gemeente Koper. In dat werd jaar Ankaran de een zelfstandige gemeente. Deze gemeente grenst aan Italië en omvat naast de gelijknamige plaats een deel van de haven van Koper.
Ankaran · Divača · Hrpelje-Kozina · Izola · Komen · Koper · Piran · Sežana